# Greabăn, Argeș
Greabăn este un sat în comuna Uda din județul Argeș, Muntenia, România.